# Burg Großlangheim
Die Burg Großlangheim ist die Ruine einer mittelalterlichen Wasserburg in Großlangheim (Am Schlosshof 18) im Landkreis Kitzingen in Bayern.

## Geschichte
Im 14. Jahrhundert wurde die Burg erstmals urkundlich als Eigentum der Grafen von Castell erwähnt. Sie verkauften sie an Graf Jörg zu Hammelburg. Allerdings machte man diesen Kauf später rückgängig. Das Haupthaus wurde im Deutschen Bauernkrieg zerstört und anschließend nicht mehr aufgebaut. Die halb zerstörte Burg gab man noch 1553/1554 während des Zweiten Markgrafenkrieges an Ulrich von Knöringen. 1574 waren allerdings wieder die Grafen Castell im Besitz des Schlosses. Noch im 16. Jahrhundert wurde die Burg als Steinbruch genutzt.

## Beschreibung
Von der spätmittelalterlichen, großen quadratischen Anlage mit Wassergraben sind noch die steinerne Brücke, die Ringmauer und der Wehrgraben, welcher zum Teil mit Wasser gefüllt ist, sowie Reste der Grundmauern erhalten.

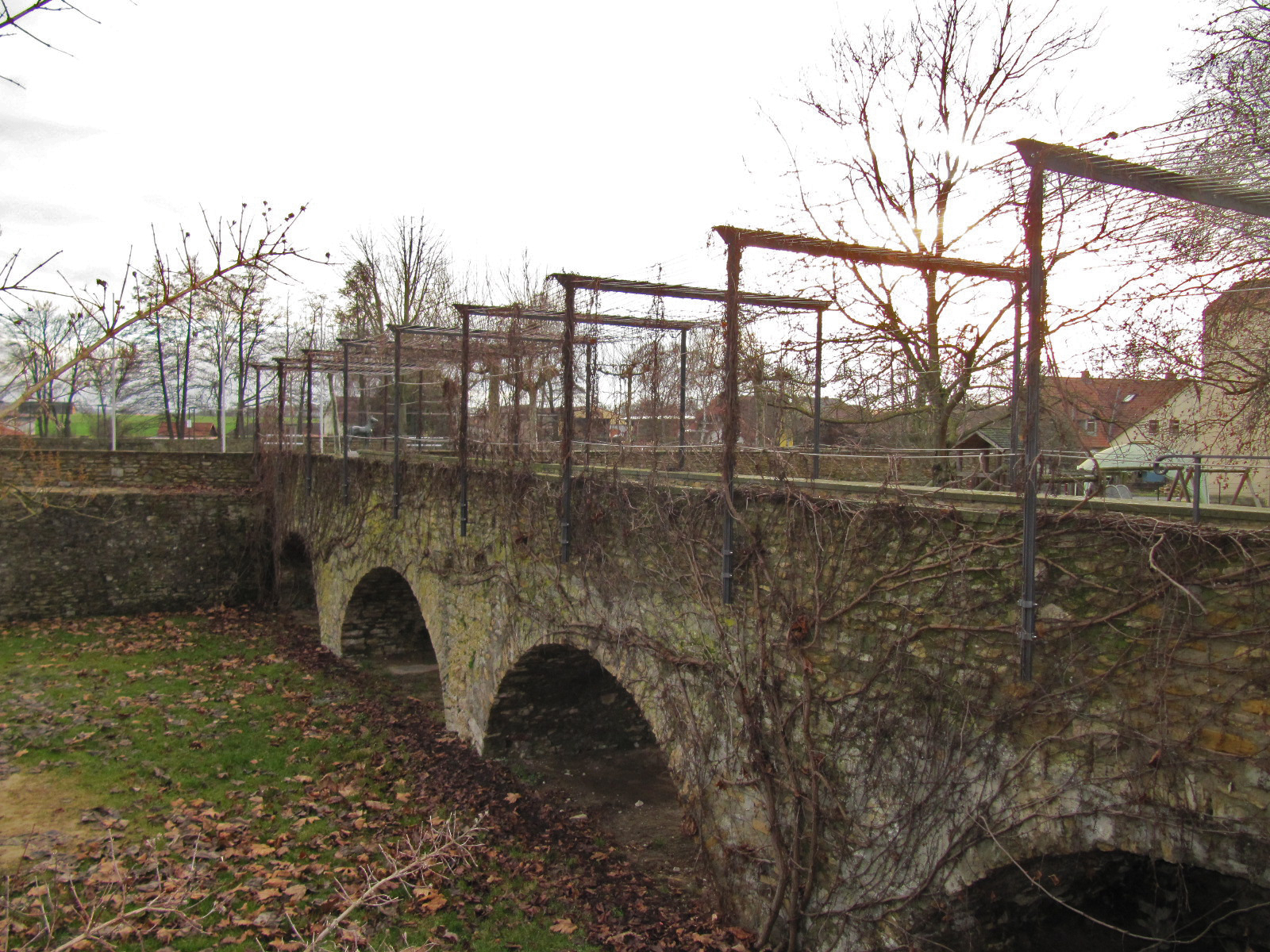
Steinerne Brücke über den Wehrgraben zur Wasserburg

Das Bayerische Landesamt für Denkmalpflege führt die Reste der Anlage als Baudenkmal, während die untertägigen Reste der Vorgängerbebauung als Bodendenkmal eingeordnet wurden.